# Hiantopora
Hiantopora är ett släkte av mossdjur. Hiantopora ingår i familjen Hiantoporidae.
Kladogram enligt Catalogue of Life:
| Hiantopora | \| \| Hiantopora aequicornua \| \| \| \| \| \| Hiantopora bidenticulata \| \| \| \| \| \| Hiantopora ferox \| \| \| \| \| \| Hiantopora intermedia \| \| \| \| \| \| Hiantopora jucunda \| \| \| \| \| \| Hiantopora pleuroaviculata \| \| \| \| \| \| Hiantopora radicifera \| \| \| \| |
|            | \| \| Hiantopora aequicornua \| \| \| \| \| \| Hiantopora bidenticulata \| \| \| \| \| \| Hiantopora ferox \| \| \| \| \| \| Hiantopora intermedia \| \| \| \| \| \| Hiantopora jucunda \| \| \| \| \| \| Hiantopora pleuroaviculata \| \| \| \| \| \| Hiantopora radicifera \| \| \| \| |
|            | Tremopora |
|            | |
|            | Hiantopora aequicornua |
|            | |
|            | Hiantopora bidenticulata |
|            | |
|            | Hiantopora ferox |
|            | |
|            | Hiantopora intermedia |
|            | |
|            | Hiantopora jucunda |
|            | |
|            | Hiantopora pleuroaviculata |
|            | |
|            | Hiantopora radicifera |
|            | |

|  | Hiantopora aequicornua     |
|  |                            |
|  | Hiantopora bidenticulata   |
|  |                            |
|  | Hiantopora ferox           |
|  |                            |
|  | Hiantopora intermedia      |
|  |                            |
|  | Hiantopora jucunda         |
|  |                            |
|  | Hiantopora pleuroaviculata |
|  |                            |
|  | Hiantopora radicifera      |
|  |                            |